# Paulo Madeira
Paulo Sérgio Braga Madeira (Luanda, 6 september 1970) – alias Paulo Madeira – is een in Angola geboren Portugees voormalig voetballer. Madeira was een centrale verdediger. Hij speelde onder meer 11 seizoenen voor SL Benfica en 25 interlands in het Portugees voetbalelftal.

## Clubcarrière
Madeira kwam in 1989 voort uit de jeugd van Benfica. De Portugese topclub verhuurde hem tijdens het seizoen 1993/94 aan Marítimo. Hij verliet Benfica een eerste maal in 1995, nadat hij geen vaste waarde kon worden. Hij speelde 75 wedstrijden in zijn eerste periode bij de club. Na sterk presteren bij Belenenses tussen 1995 en 1997 kocht Benfica hem echter terug. Zijn tweede periode was korter doch succesvoller voor de centrale verdediger. Madeira speelde 94 wedstrijden en scoorde drie maal.
In 2002 verliet hij Benfica definitief en verhuisde zelfs naar Brazilië, waar hij een contract tekende bij Fluminense. Zijn periode in Brazilië werd echter een flop. Madeira speelde geen enkele keer mee in de competitie, de Campeonato Brasileiro, en besloot na een jaar terug te keren naar Portugal. De centrale verdediger sloot er zijn carrière met een valse noot af. Zijn club Estrela Amadora degradeerde aan het einde van het seizoen 2003/04 uit de Primeira Liga en Madeira had er daarop genoeg van.

## Interlandcarrière
Madeira was jeugdinternational voor Portugal -20 en Portugal -21. Hij maakte zijn debuut in het eerste elftal van Portugal op 20 februari 1991 tegen Malta. Portugal gaf Malta een 5–0 oplawaai. Madeira wist drie maal te scoren voor de nationale ploeg, waarvan twee keer tegen Liechtenstein op 31 maart 1999 in het Sportpark Eschen-Mauren te Liechtenstein. Portugal won ook deze wedstrijd met zware cijfers, 0–5. In de zomer van 1996 werd Madeira door bondscoach António Oliveira geselecteerd om deel te nemen aan EURO 1996 in Engeland. Madeira speelde geen minuut op het eindtoernooi in Engeland. De kwartfinale tegen Tsjechië werd hem en zijn landgenoten fataal. Karel Poborský maakte een werelddoelpunt voor Tsjechië in de 53e minuut, wat genoeg bleek voor kwalificatie.
1 Baía  ·
2 Secretário ·
3 Paulinho Santos ·
4 Oceano ·
5 Couto ·
6 Tavares ·
7 Paneira ·
8 Pinto ·
9 Sá Pinto ·
10 Costa ·
11 Cadete ·
12 Alfredo ·
13 Dimas ·
14 Barbosa ·
15 Domingos Paciência ·
16 Hélder ·
17 Porfírio ·
18 Folha ·
19 Sousa ·
20 Figo ·
21 Madeira ·
22 Rui Correia ·
Coach: Oliveira